# Ласицк
Ласицк (бел. Ласіцк) — деревня в Пинском районе Брестской области Беларуси. Административный центр Ласицкого сельсовета. Население — 439 человек (2019).

## География
Деревня расположена в 24 км к юго-западу от центра Пинска. В 6 км к югу проходит граница с Украиной. Деревня стоит на правом берегу реки Стырь, вокруг — сеть мелиорационных каналов. Через Ласицк проходит местная автодорога Паре — Ласицк — Федоры.

## Инфраструктура
Действуют средняя школа, ясли-сад, библиотека, амбулатория, аптека, магазины, кафе, лесхоз, ОАО "Ласицк". 

## История
Деревня была основана 6 марта 1524 года.

## Культура
- Дом культуры
- Музейная комната боевой славы

## Достопримечательности
- Православная часовня Рождества Богородицы. Построена из дерева в XIX веке. Памятник народного зодчества[3]
- Археологическая стоянка и поселение. Включена в Государственный список историко-культурных ценностей Республики Беларусь[4].
- Памятник землякам, погибшим в  Великую Отечественную войну.

## Галерея

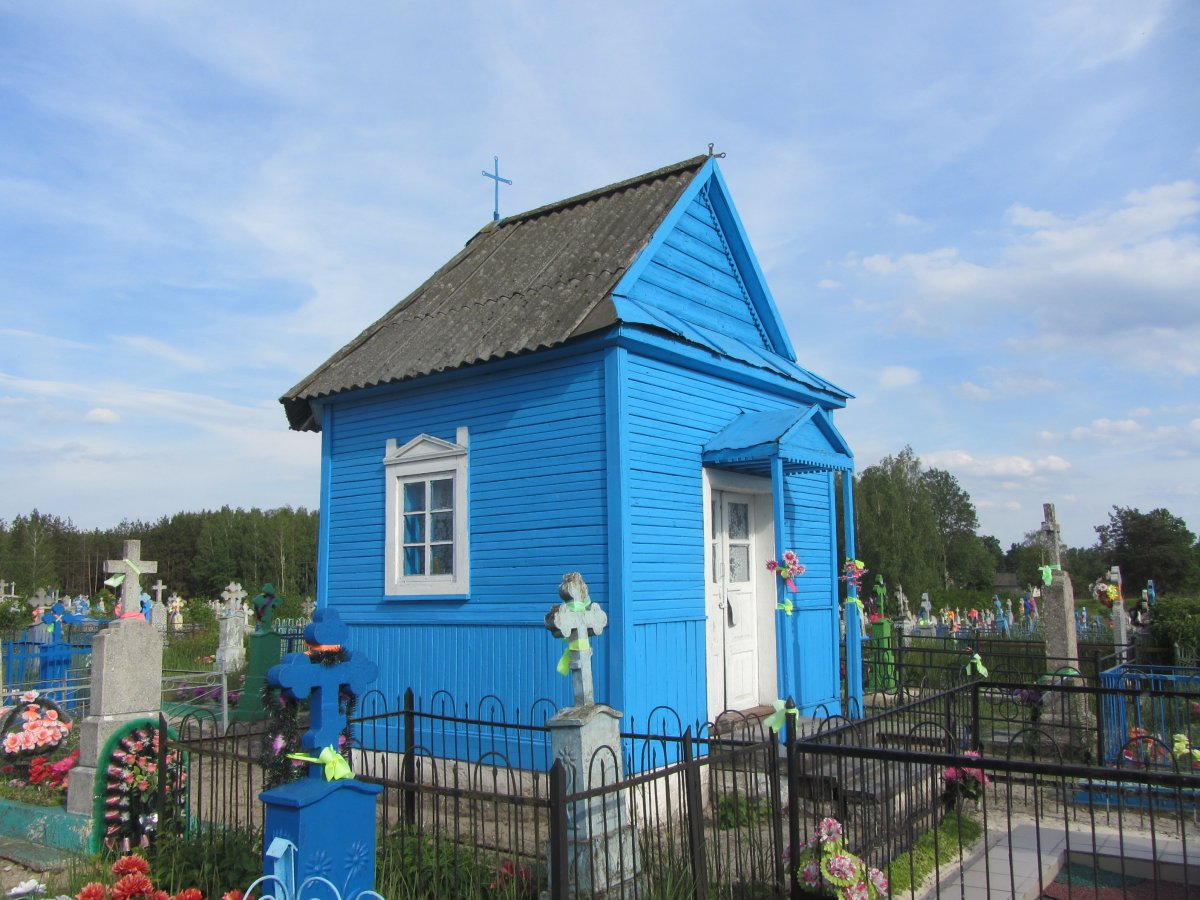
Православная часовня